# Pedro Calles
Pour les articles homonymes, voir Calles.
Pedro Luis Calles Porras, plus connu comme Pedro Calles, né le 24 août 1983 à Cordoue (Andalousie, Espagne), est un entraîneur espagnol de basket-ball. Il entraîne actuellement l'Alba Berlin (championnat d'Allemagne).

## Biographie
Pedro Calles joue au basket-ball dans des clubs amateurs tels que Maristas, Villanueva, Pozoblanco, Las Gabias et Baloncesto Córdoba. Sa première expérience professionnelle comme entraîneur se déroule au Baloncesto Córdoba en étant l'adjoint de Manuel Jiménez. Il est ensuite adjoint de Rafa Gomáriz dans le club de Plasencia en LEB Plata (3e division espagnole). Une fois ses études en sciences de l'activité physique et du sport terminées, il rejoint la Basketball Bundesliga, le championnat allemand de première division, en tant que préparateur physique des Artland Dragons de Quakenbrueck.
En 2012, il rejoint le club allemand de SC Rasta Vechta (en) où il devient entraîneur de l'équipe première à partir de mai 2018, succédant à l'Américain Douglas Spradley (en).
Lors de la saison 2018-2019, Pedro Calles reçoit le prix d'entraîneur de l'année de la Bundesliga. Après deux ans à la tête de l'équipe de Hambourg Towers, Calles devient le nouveau entraîneur d'un autre club allemand en 2022, EWE Baskets Oldenbourg.
Calles rejoint l'Alba Berlin en tant qu'entraîneur adjoint auprès d'Israel González (en) en janvier 2025. En mars 2025, González est démis de ses fonctions en raison de mauvais résultats sportifs. Calles le remplace jusqu'à la fin de la saison,.